# Johorea
Johorea decorata es una especie de araña araneomorfa de la familia Linyphiidae. Es el único miembro del género monotípico Johorea.

## Distribución
Es un endemismo de Johor en la Península Malaya.